# Shun'ei
Shun'ei' è il protagonista del quarto arco narrativo della serie videoludica The King of Fighters, nonché membro del China Team composto da lui, Meitenkun e Tung Fu Rue

## Biografia
Fin da giovane Shun'ei era in possesso di strani poteri che gli permettevano di invocare mani giganti illusorie fatte di fuoco e ghiaccio, ma non riusciva a controllare le sue capacità. Per questo venne abbandonato dai suoi stessi genitori, e rimase orfano fino a quando non incontrò il gran Maestro Tung Fu Rue che lo fece diventare un suo allievo per aiutarlo a controllare le sue capacità. In seguito conoscerà il suo migliore amico e futuro compagno di allenamenti, Meitenkun. Raggiunta la maggiore età Shun'ei decise di partecipare al torneo The King of Fighters per mettere alla prova le sue abilità. Dopo che il China Team vinse contro Antonov (la mente che c'è dietro al torneo) compare un mostro di nome Verse, e Shun prova dei dolori lancinanti. Si scopre poi che i poteri di Verse hanno qualcosa in comune con quelli di Shun quando questi non riesce a riprendersi dal incontro con la creatura. Sarà l'incontro con Terry ed Andy Bogard a spronarlo a sconfiggere il mostro.
Dopo che Verse è scomparso, nel monastero di Tang Fu Rue si tiene un discorso dove il vecchio spiega a Meitekun che probabilmente Shun è l'antitesi del potere di Verse e si fanno preoccupazioni per il futuro del giovane. Quest'ultimo arriva e dice a Tang che controllerà quel potere, Kyo Kusanagi gli ha detto che Iori Yagami e Leona Heidern sono riusciti ad affrontare qualcosa di simile e decide di allenarsi.
In seguito partecipa al torneo KOF del 2015 con Benimaru Nikaido e il suo amico Meitenkun s'incontrano durante il torneo si scontra con un team rivale di cui è capo Isla, una ragazza che possiede il potere di creare mani illusorie  ma diverse da quelle che invoca Shun, durante la finale dopo che Isla viene sconfitta esce dal suo corpo un mostro che si chiama Re-Verse che sembra essere la vera natura  di verse ed il team lo sconfigge ma non è àncora  finita perché da un varco dimensionale appare un mostro che dolores membro del rival team spiega chiamarsi Otoma Raga che è una dea  dell'entroterra africano maestra di Re Verse che ha bisogno di anime per aprire il portale che la separa dal mondo dei mortali e veniamo a scoprire che Shun e Isla sono degli spettri amplificati nati con poteri di verse e re verse e Shun sta per perdere il controllo un'altra volta ma dimostra di sapersi controllare e sconfigge Otoma Raga che torna ad essere confinata e la dimensione che Otoma Raga si era portata con sé sta per collassare con all'interno tutte le persone e isla rischia di venire risucchiata dal varco dimensionale ma viene salvata da Shun che diventa amico di Isla.
Nel finale del suo team Shun torna dal maestro Tang che e felice di vedere che il suo allievo e riuscito a controllare i suoi poteri e svela Shun la verita sul perché era stato abbandonato dai genitori ovvero che i suoi genitori avevano sofferto nel aver abbandonato il loro figlio alle cure  del maestro Tung ma non avevano  altra scelta perché i suoi poteri erano incontrollabili e il vecchio maestro rivela anche che voleva aspettare che Shun fosse pronto per poterli dire la verità e gli dice che se glielo avesse detto prima il cuore di shun si sarebbe  trovato il caos e non poteva permettere  che accadesse e dopo questa rivelazione Shun dice che non saprebbe cosa dirgli ma pensa che prima di fare questa scelta vuole intraprendere il viaggio di vero artista marziale da solo assieme al suo amico Meiten senza la supervisione  di Tung e Benimaru,e decidono di andare in Giappone per affrontare  forti avversari ed in seguito Shun e Meiten  arrivano in Giappone.

## Personalità
È un ragazzo amichevole e gentile con una mentalità però molto riservata, però a causa del suo potere teme per l'incolumità delle persone che gli stanno attorno ed è deciso ad allenarsi fino al giorno in cui non sarà padrone di esso.